# بيتر بلانكر
بيتر بلانكر (مواليد 11 يونيو 1939 في دلفشافن)، هو مغني وشاعر وفنان هولندي. يغني ويكتب في نوع أغاني الحياة(بالإنجليزية) وهو نوع شعبي عاطفي إلى حد ما، تناولت العديد من أغانيه مسقط رأسه (ديلفسهافن) ومحل إقامته في وقت لاحق مدينةروتردام. حقق نجاحًا طفيفًا في عام 1981 بترجمة أغنية ماك ديفيس، ولمدة أحد عشر عامًا كان لديه برنامج إذاعي مخصص لـ أغاني الحياة.

## جوائز
- منحت مدينة روتردام بلانكر في عام 2003 ميدالية «Wolfert van Borselen».

## روابط خارجية
- موقع ويب Officile
- بيتر بلانكر في قاعدة بيانات الأفلام على الإنترنت